# 란스크로나 BoIS
란스크로나 BoIS(Landskrona BoIS)는 1915년 2월 7일에 창단된 스웨덴 란스크로나의 축구 클럽이다. 현재는 수페레탄에 참가하고 있다.

## 성적
- 스웨덴 챔피언
  - 준우승 1회 (1937–38)
- 알스벤스칸
  - 준우승 1회 (1937–38)
- 수페레탄
  - 준우승 1회 (2001)
- 스웨덴 컵
  - 우승 1회 (1971–72)
  - 준우승 4회 (1949, 1975–76, 1983–84, 1992–93)

## 선수 명단

### 현역
참고: FIFA 자격 규정에 따라 소속된 국가대표팀 국기를 표시합니다. 선수는 복수의 FIFA 비회원국 국적을 가지고 있을 수 있습니다.
| 번호 | 포지션 | 국적       | 이름            |
| ---- | ------ | ---------- | --------------- |
| 1    | GK     | 팔레스타인 | 아마르 카두라   |
| 9    | FW     |            | 프레데릭 일러르 |

| 번호 | 포지션 | 국적 | 이름 |
| ---- | ------ | ---- | ---- |

## 역대 감독
| 감독              | 임기        |
| ----------------- | ----------- |
| 안데르스 린데로트 | 불명        |
| 헨리크 라르손     | 2010 ~ 2012 |